# Elysia deborahae
Elysia deborahae is een slakkensoort uit de familie van de Plakobranchidae. De wetenschappelijke naam van de soort is voor het eerst geldig gepubliceerd in 2005 door Ortea, Caballer, Moro & Espinosa.